# Robert J. Lang

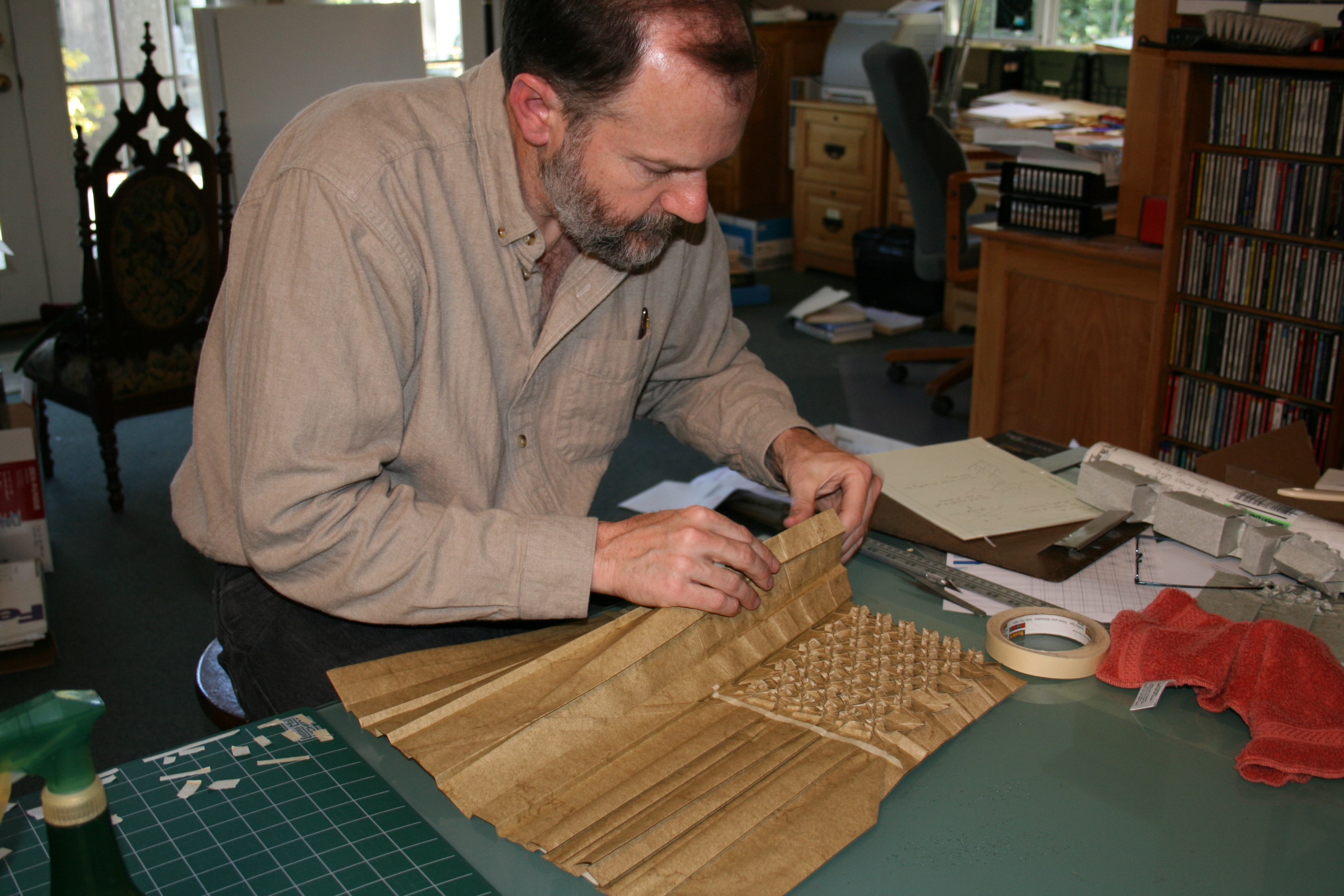
Robert Lang przy tworzeniu flagi narodowej USA z 13 paskami i 50 gwiazdkami włącznie, używając pojedynczego arkusza papieru (2006).

Dr Robert J. Lang (ur. 4 maja 1961) to amerykański fizyk, a także jeden z czołowych origamistów na świecie. Jest twórcą wielu szczegółowych projektów, głównie owadów i zwierząt. Przyczynił się też do opracowania praktycznych zastosowań technik używanych przy projektowaniu origami w nowoczesnej inżynierii.

## Edukacja i zajmowane posady
Lang urodził się w Dayton, w stanie Ohio, a wychował w Atlancie. Studiował elektrotechnikę na California Institute of Technology, gdzie poznał też swoją żonę, Diane. W 1983 otrzymał amerykański odpowiednik tytułu magistra elektrotechniki w Stanford, a następnie, znów na CIT otrzymał doktorat z dziedziny optoelektroniki pracą naukową zatytułowaną Semiconductor Lasers: New Geometries and Spectral Properties (Lasery półprzewodnikowe: Nowe geometrie i właściwości spektralne).
W 1988 Lang rozpoczął pracę w Jet Propulsion Laboratory, jednym z centrów badawczych NASA. Pracował w Spectra diod Labs w San Jose w Kalifornii, a następnie na JDS Uniphase, korporacji zajmującej się inżynierią optyczną, także w San Jose.
Lang jest autorem lub współautorem autorem ponad 80 publikacji na temat laserów półprzewodnikowych, optyki i zintegrowanej optoelektroniki, posiada 46 patentów w tej dziedzinie.
W 2001 roku Lang definitywnie porzucił inżynierię, by zostać artystą i konsultantem origami. Jednakże wciąż pozostaje aktywny w środowisku fizyków: jest redaktorem naczelnym Journal of Quantum Electronics i niepełnoetatowym konsultantem korporacji Cypress Semiconductor.
Aktualnie Robert Lang mieszka w Alamo w Kalifornii.

## Origami
Robert Lang zainteresował się origami w wieku sześciu lat, kiedy to nauczyciel wyczerpał wszystkie inne metody, żeby znaleźć mu twórcze zajęcie podczas lekcji. Już od wczesnych lat nastoletnich tworzył oryginalne konstrukcje. W czasie studiów w California Institute of Technology traktował origami jako odskocznię od stresów związanych z nauką. Wtedy też zawarł znajomości z innymi mistrzami origami, takimi jak Michael LaFosse, John Montroll, Joseph Wu i Paul Jackson poprzez Amerykańskie Centrum Origami, obecnie znany jako OrigamiUSA.
Podczas stażu doktorskiego w Niemczech Lang i jego żona przeżywali okres fascynacji szwarcwaldzkimi zegarami z kukułką. Lang stał się sensacją w świecie origamistów, kiedy z powodzeniem stworzył papierową replikę jednego z nich. Samo projektowanie zajęło mu trzy miesiące; właściwie zginanie papieru – sześć godzin.
Lang w pełni korzystał z nowoczesnych technologii w tworzeniu swojego origami, z użyciem lasera do precyzyjnego cięcia papieru włącznie.
Langa uznaje się jako jednego z czołowych teoretyków w tzw. matematyce origami. Rozwijał techniki algorytmizacji procesu projektowania origami, dowiódł też kompletności aksjomatów Huzita-Hattori opisujących możliwe rodzaje zgięć w origami.
Lang zajmuje się też poszukiwaniem zastosowań różnych teorii origami, które sam opracował, w prawdziwym świecie. Przykładem jest zaprojektowanie zginających się warstw materiału dla niemieckiego producenta poduszek powietrznych. Pracował również w Lawrence Livermore National Laboratory w Livermore w Kalifornii, gdzie tworzony jest potężny teleskop kosmiczny, znany jako Eyeglass, ze stumetrowym, płaskim obiektywem w kształcie cienkiej membrany. Zespół poprosił go o pomoc w opracowaniu techniki, która umożliwiłaby zmieszczenie ogromnego teleskopu w małej rakiecie, która wyniesie go na orbitę, i jego rozwinięcie bez szkód w postaci fałd czy innych skaz na jego powierzchni.
Lang jest autorem lub współautorem autorem ośmiu książek i wielu artykułów o origami.